# Arlette Cousture
Arlette Cousture (ur. jako Arlette Couture 3 kwietnia 1948 w Saint-Lambert) – kanadyjska frankofońska pisarka. Autorka powieści historycznych, w tym słynnej Les Filles de Caleb oraz Ces enfants d’ailleurs – Dzieci stamtąd. Do dziś pozostaje jedną z najchętniej czytanych pisarek frankofońskich.

## Życiorys
Córka Clovis-Émile Couture i Blanche Pronovost. Urodzona jako Arlette Couture zmieniła nazwisko na Cousture, oddając hołd swemu przodkowi – pionierowi Guillaume’owi Couture.
Arlette Cousture zdała maturę w College Sainte-Marie de Montréal w 1967 roku. Ukończyła studia na Uniwersytecie Montrealskim, uzyskując dyplom animatorki kulturalnej i teatralnej. Pierwszą pracą Arlette Cousture była posada nauczycielki. W 1971 roku, rozpoczęła karierę w mediach – najpierw w dziale telewizyjnym Radio-Canada jako prezenterka audycji Caméra-Moto, researcherka audycji Week-end, dziennikarka i reporterka w programie Femme d’aujourd’hui, w końcu dziennikarka krajowego i regionalnego programu Téléjournal. Od 1979 roku związała się, na osiem lat, z firmą Hydro-Quebec pracując jako doradca ds. komunikacji.
Od 1987 roku całkowicie poświęciła się pracy twórczej. Sławę przyniosła jej trzytomowa powieść Les Filles de Caleb, sprzedana w ponad półtoramilionowym nakładzie.Powieść zekranizowano. Serial o tym samym tytule pobił rekordy oglądalności we francuskojęzycznej części Kanady. W Polsce był wyświetlany w 1995 roku jako Emilie.
Na fali popularności tej sagi w regionie Mauricie powstało przyciągające rzesze turystów miasteczko tematyczne – Osada Emilie.
Po wydaniu dwóch pierwszych tomów sagi Les Filles de Caleb, Arlette Cousture opublikowała Ces enfants d’ailleurs – Dzieci stamtąd, dwutomową powieść o losie osieroconej trójki rodzeństwa, polskich emigrantach, którzy z Krakowa trafiają do Kanady – Winnipegu (w prowincji Manitoba) i Montrealu (prowincji Quebec). To, obejmująca 50 lat, saga rodzinna o adaptacji do nowej kultury, w świetle psychologii relacji rodzinnych. Prezentacja polskiego hartu ducha i pasji w działaniu, rodzących przedsiębiorczy sukces. Powieść w dwóch tomach – Même les oiseaux se sont tus oraz L’envol des tourterelles, została znakomicie przyjęta przez kanadyjskich czytelników. Oba tomy zekranizowano (sfilmowano w części w Krakowie). W 1995 roku, przyniosły one autorce główną nagrodę czytelników dziennika Journal de Montréal. Jak przyznaje sama autorka – zafascynowana Polską i Polakami – to książka o emigracji, którą zawsze chciała napisać. Przygotowując się do niej przez cztery lata studiowała polską historię i kulturę, by jak najlepiej odtworzyć realia. Nieprzypadkowo też akcja książki toczy się m.in. w Winnipeg, gdyż obok Quebecu to właśnie w prowincji Manitoba żyje – znacząca liczebnie – polska diaspora. Emigracja i multikulturalizm były tematami dnia codziennego w domu rodzinnym Arlette Cousture. Ojciec Clovis-Émile Couture pracował dla kolei kanadyjskich – Canadian National, odpowiadając za rekrutację do pracy obcokrajowców. Cała rodzina z empatią i poszanowaniem odnosiła się do nowo przybyłych, którzy często bywali w ich domu. Unikano nawet określenia imigranci – ze względu na jego częste pejoratywne zabarwienie – używając w zamian Nowi Kanadyjczycy.
Arlette Cousture jest też znana za sprawą działalności charytatywnej. Angażuje się zwłaszcza w uwrażliwianie społeczeństwa na wyzwania związane ze stwardnieniem rozsianym – chorobą, na którą sama cierpi – oraz w ochronę praw i interesów osób z niepełnosprawnością intelektualną. W poruszający sposób dzieli się osobistymi doświadczenia z wychowywania niepełnosprawnej intelektualnie córki. Utworzyła fundusz na rzecz badań nad niepełnosprawnością intelektualną. Uniwersytet Montrealski postanowił nazwać go Funduszem Émilie-Bordeleau od imienia bohaterki powieści Les Filles de Caleb. Arlette Cousture zasiada w radzie tego funduszu.
W 2017 roku, w jubileusz 75-lecia relacji dyplomatycznych między Polską i Kanadą oraz 150-tych urodzin Konfederacji Kanadyjskiej, powieść Arlette Cousture Dzieci stamtąd trafia w ręce polskich czytelników.

## Twórczość

### Opowiadania i powieści
- 1982 : Aussi vrai qu’il y a du soleil derrière les nuages (esej biograficzny)
- Les Filles de Caleb w trzech tomach:
- 1985 : Les Filles de Caleb. Le Chant du coq (tom 1)
- 1986 : Les Filles de Caleb. Le Cri de l’oie blanche (tom 2)
- 2004 : Les Filles de Caleb. L’abandon de la mésange (tom 3)
- Ces enfants d’ailleurs w dwóch tomach:
- 1992 : Ces enfants d’ailleurs. Même les oiseaux se sont tus (tom 1)
- 1994 : Ces enfants d’ailleurs. L’envol des tourterelles (tom 2)
- 1993 : Blanche
- 1997 : Saynète à deux temps
- 1998 : J’aurais voulu vous dire William
- 2003 : Tout là-bas
- 2008 : Depuis la fenêtre de mes cinq ans
- 2012 : Petals’ Pub
- 2016 : Chère Arlette

### Eseje, nowele i bajki
- 1985 : Le Sens de la fête, esej
- 1989 : Bon parler pour bon parler, esej
- 1989 : La Voix de Victor, nowela
- 1989 : La Chute des nues, nowela
- 1990 : Cette semaine-là, nowela
- 1991 : Elle avait remercié cette jeune femme…, nowela
- 1994 : «Joseph attendait une fille…», nowela, bajka bożonarodzeniowa
- 1996 : Le Rouge et le Vert, bajka dla dzieci
- 1997 : Saynète à deux temps
- Pourquoi les enfants courent-ils toujours après les pigeons, zbiór nowelek publikowanych w internecie na stronie www.arlettecousture.com
- 2013 : Saarbrücken, Allemagne, 1945 (nowelka 1)
- 2013 : Québec, Canada, 1947 (nowelka 2)
- 2013 : Venezia, Italie, 1952 (nowelka 3)
- 2014 : Paris, France, 1956 (nowelka 4)
- 2014 : New York, États-Unis, 1968 (nowelka 5)
- 2014 : Montréal, Canada, 1969 (nowelka 6)
- 2014 : Wanda, Argentine, 1978 (nowelka 7)
- 2014 : Canberra, Australie, 1985 (nowelka 8)
- 2014 : St-Antoine-sur-Richelieu, Canada, 1999 (nowelka 9)
- 2014 : Contrecœur, Canada, 2009 (nowelka 10)
- 2014 : Bethleem, Palestine, 2013 (nowelka 11)
- 2014 : Baie St-Paul, Canada, 2014 (nowelka 12)
- 2014 : Pourquoi les enfants courent-ils toujours après les pigeons?, zbiór nowelek w formie e-booka

### Sztuki teatralne
- 1971 : Circo-Cirque, sztuka teatralna, École du Mont La Salle.
- 1979 : Du ventre au temps, radiowa sztuka teatralna (60 minut), Radio-Canada.
- 1981 : D’Ohm à Ohm, sztuka naukowo-humorystyczna, Montreal, Salon des sciences et de la technologie.

### Scenariusze
- 2000 : Gypsies, dziesięciogodzinny miniserial, telewizja Radio-Canada.

## Odznaczenia
- 1978 Nagroda literacka Radio-Canada
- 1991 Członkostwo w Académie des Grands Montérégiens
- 1991 Honorowa nagroda Stowarzyszenia Montrealskich Wykładowców Akademickich za wyjątkowy wkład w rozwój edukacji
- 1995 Nagroda literacka „Journal de Montréal”
- 1996 Grands Montréalais
- 1998 Oficer Orderu Kanady
- 2004 Kawaler Orderu Plejady
- 2004 Literacka Grand Prix Montérégie
- 2012 Kawaler Narodowego Orderu Quebecu
- 2016 Komandor Orderu Montrealu[12]
- 2016 Honorowe odznaczenie Zgromadzenia Narodowego Quebecu